# Carol Kenyon
Carol Kenyon (* 1959; někdy uváděna jako Karol) je britská zpěvačka, která se jako studiová hudebnice podílela na mnoha albech a koncertech jiných umělců. Začínala v National Youth Jazz Orchestra (Národní jazzový orchestr mládeže), spolupracovala např. s Kylie Minogueovou, Mikem Oldfieldem, Jon and Vangelis, Pet Shop Boys, Pink Floyd, Tommym Shawem, Rogerem Watersem, Morrissey - Mullen, Tears for Fears, Heaven 17 nebo Vanem Morrisonem.
V roce 1994 zpívala doprovodné vokály na posledním albu Pink Floyd The Division Bell. V letech 2001 a 2002 se zúčastnila několika poloakustických koncertů, které uspořádal kytarista a zpěvák Pink Floyd David Gilmour. Carol Kenyonová též účinkovala na společném vystoupení Pink Floyd a Rogera Waterse na koncertů v rámci akce Live 8 v roce 2005. S Watersem dále zpívala na jeho koncertních turné In the Flesh (2002) a The Dark Side of the Moon Live (2006–2008).